# Carl Theodor von Piloty

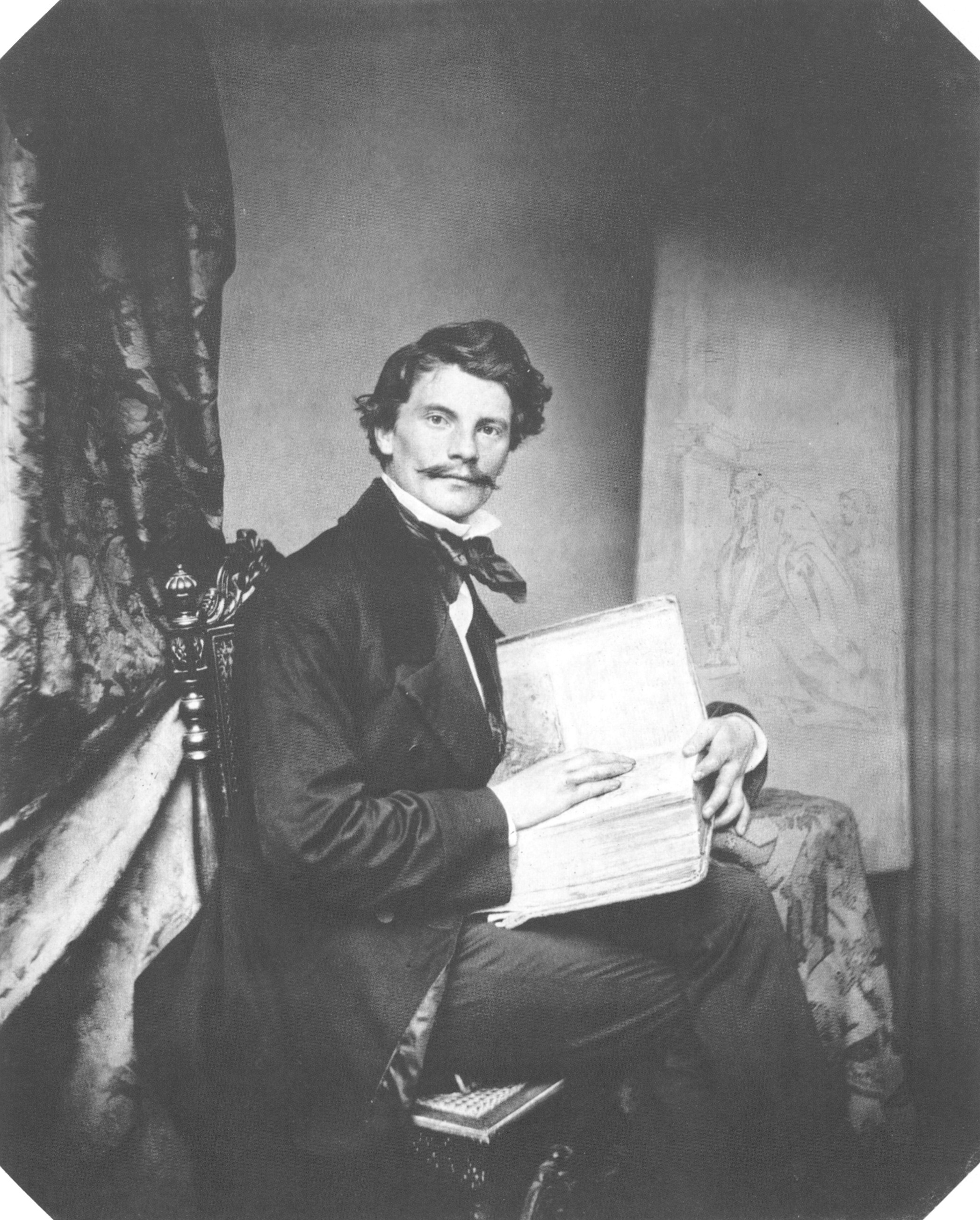
Carl von Piloty, 1856

Carl Theodor Piloty, ab 1860 von Piloty, auch Karl (* 1. Oktober 1826 in München; † 21. Juli 1886 in Ambach am Starnberger See), war ein deutscher Maler.

## Leben
Carl Theodor von Piloty begann als Genremaler und gilt als einer der wichtigsten Vertreter der realistischen Historienmalerei, die eine möglichst detailgetreue Wiedergabe der historischen Szenen, Gewänder usw. beabsichtigte. Nach dem Tod des Vaters leitete er 1844–1847 dessen Lithographische Anstalt Piloty & Löhle. 1856 wurde er als Professor an die Münchner Akademie der Bildenden Künste in München berufen. 1860 erfolgte die Erhebung in den Adelsstand (Nobilitierung).
Am 3. Juni 1860 heirateten Carl Piloty und Bertha Hellermann in der evangelischen Kirche St. Paulus in Perlach. 1874 wurde er Direktor der Akademie. Er war ein ambitionierter und geschätzter Lehrer; zu seinen Schülern zählten unter anderem Franz von Lenbach, Franz Defregger, Nikiphoros Lytras, Joseph Wopfner, Rudolf Epp, Hans Makart, James Pitcairn-Knowles, Rudolf Köselitz, Wilhelm von Diez, Ludwig von Langenmantel und Hugo von Habermann d. Ä. sowie Anton Seder.
Dass es zu Pilotys Lebzeiten nicht wenige „Piloty-Schwärmer“ gab, sprach Theodor Fontane in seinem Roman L’Adultera an.
1875 wurde er als assoziiertes Mitglied in die Académie royale des Sciences, des Lettres et des Beaux-Arts de Belgique (Classe des Beaux-Arts) aufgenommen.

## Familie
Auch sein Vater Ferdinand Piloty (der Ältere, 1786–1844) und sein Bruder Ferdinand Piloty (der Jüngere, 1828–1895) waren Maler. Ferdinand Piloty der Jüngere malte monumentale Wandgemälde im Bayerischen Nationalmuseum, im Münchner Maximilianeum, im Rathaus von Landsberg am Lech und im Schloss Neuschwanstein.
Der jüngere Sohn Carl Pilotys, Oskar Piloty, ein bedeutender Chemiker, fiel im Ersten Weltkrieg. Robert Piloty, ein weiterer Sohn, wurde Rechtswissenschaftler und Politiker. Eine Tochter, Johanna (1864–1935), heiratete 1884 den Ingenieur Friedrich von Hefner-Alteneck.

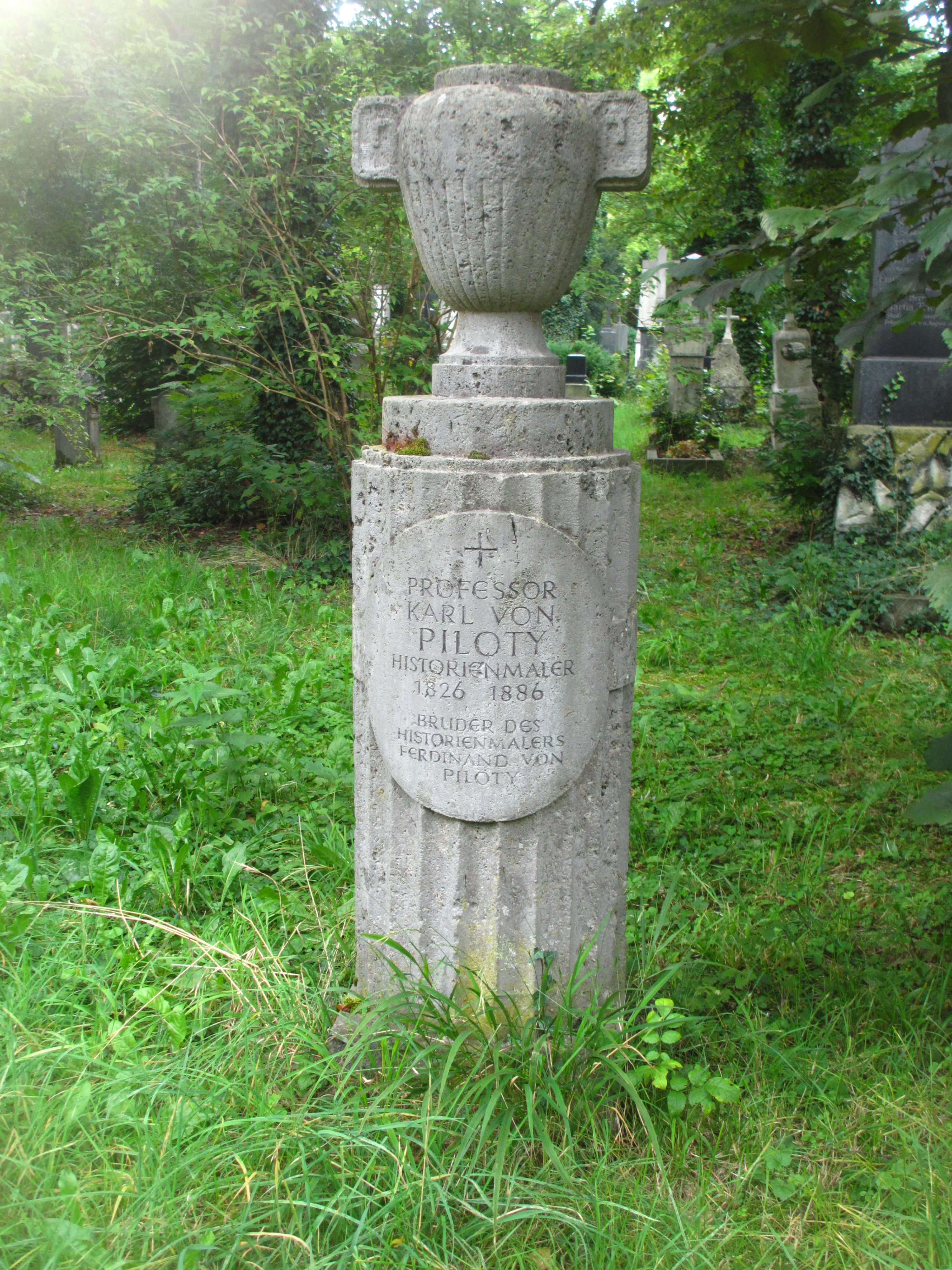
Grab von Carl Piloty auf dem Alten Südlichen Friedhof in München

## Grabstätte
Die Grabstätte von Carl Piloty befindet sich auf dem Alten Südlichen Friedhof in München (Gräberfeld 27 – Reihe 1 – Platz 17) Standort.

## Namensgeber für Straßen
In drei Städten sind Straßen nach Carl Theodor von Piloty benannt:
- Die Münchener Pilotystraße liegt im Stadtbezirk 1 Altstadt-Lehel gegenüber von der Bayerischen Staatskanzlei und verläuft parallel zum Franz-Josef-Strauß-Ring. Die vormals als Tannenstraße benannte Straße erhielt ihre Bezeichnung noch in Pilotys Todesjahr 1886[7].
- In Nürnberg ist die Pilotystraße eine der wichtigeren Hauptstraßen im Stadtteil Gärten hinter der Veste.
- In Essen ist Pilotystraße eine Straße im Stadtteil Holsterhausen.

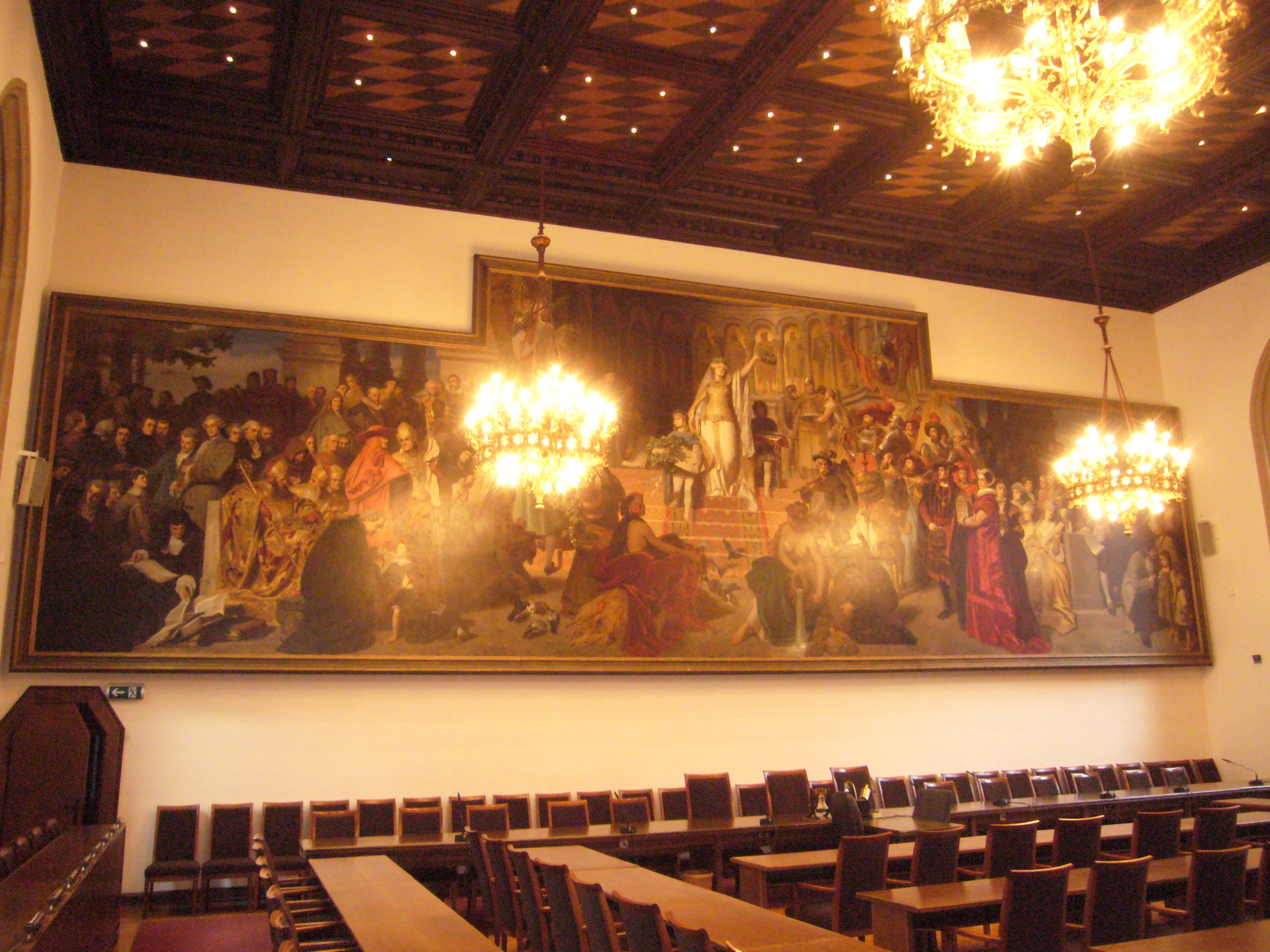
Gemälde „Allegorie Monachia“ im großen Sitzungssaal des Münchner Neuen Rathauses

## MonumentalgemäldeAllegorie Monachia

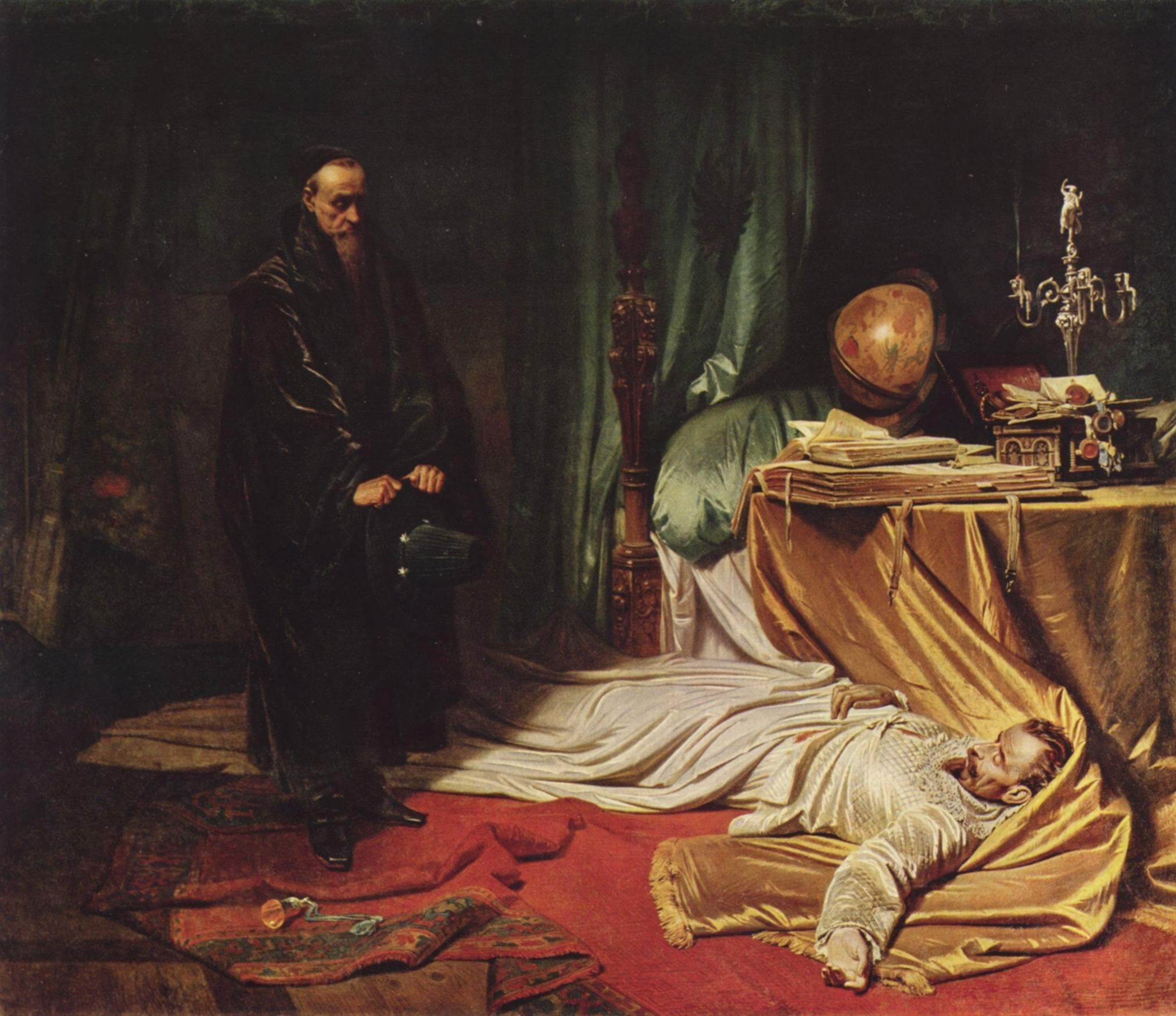
Der Astrologe Seni an der Leiche Wallensteins (1855)

Pilotys Monumentalgemälde Allegorie Monachia ist 15,30 m × 4,60 m groß und gilt als Bayerns größtes Leinwandgemälde. Darin sind 128 Personen aus der Münchner Stadtgeschichte dargestellt. Es wurde für 50.000 Gulden erworben und erstmals am 21. Juli 1879 im Münchner Rathaus aufgestellt. 1952 kam es ins Depot. Die Restaurierung begann im Jahr 2000, und das Werk wurde ab dem 20. September 2004 wieder im Großen Rathaussaal des Münchner Rathauses der Öffentlichkeit zugänglich gemacht. Die Kosten der Restaurierung betrugen ca. 500.000 Euro.

## Werke (Auswahl)
- Badende Mädchen (1849)
- Die Amme (1853)

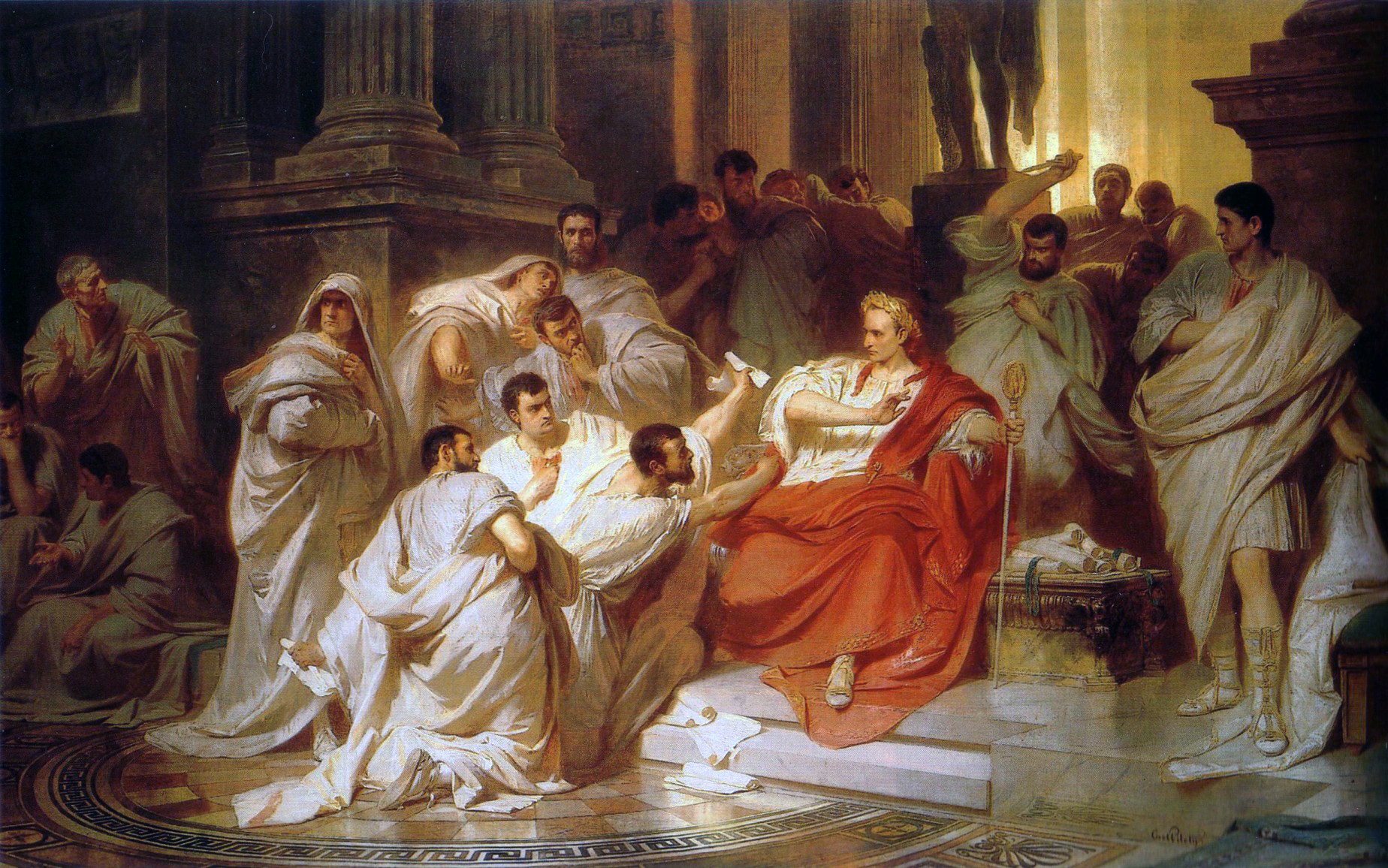
Caesars Tod (1865)

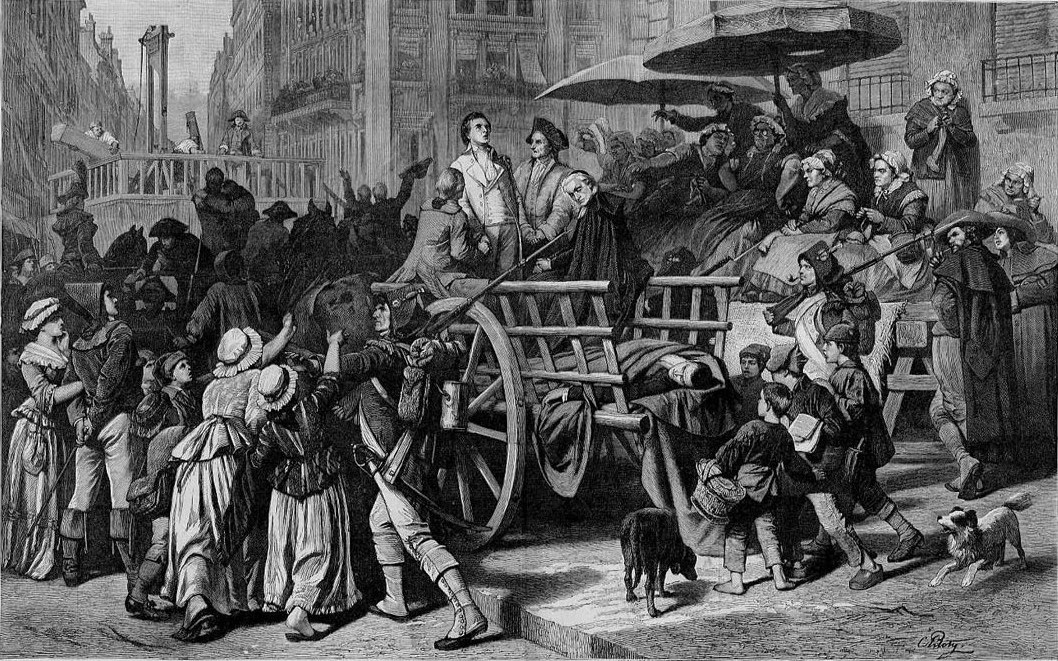
Die Girondisten Abbildung des Ölgemäldes in der US-amerikanischen Wochenzeitung Harper’s Weekly 1881. Der Verbleib des Gemäldes ist unbekannt, eine Ölskizze befindet sich in deutschem Privatbesitz.

- Darstellungen für das Maximilianeum in München (1854)
- Der Hofastrologe Seni vor der Leiche Wallensteins (1855, München, Neue Pinakothek)
- Einzug der Kreuzfahrer in Jerusalem (1860)
- Nero auf den Trümmern Roms (um 1861, Budapest, Ungarische Nationalgalerie). Holzstich-Reproduktion in Die illustrirte Welt 17. Jg. (1868/69), Heft 19, S. 220.
- Maria Stuart beim Anhören ihres Todesurteils (1869, München, Neue Pinakothek)
- Thusnelda im Triumphzug des Germanicus (1873, München, Neue Pinakothek)
- Allegorie Monachia (1879, Münchner Rathaus)
- Caesars Tod (1865, Niedersächsisches Landesmuseum)
- Der Morgen vor der Schlacht am Weißen Berg
- Die Gefangennahme der Söhne Eduards IV.
- Der Tod Alexanders des Großen
- Die Befreiung Jerusalems durch Gottfried von Bouillon (in der Stiftung Maximilianeum in München)
- Gründung der Katholischen Liga durch Herzog Maximilian I. von Bayern (Speisesaal der Stiftung Maximilianeum in München)
- Königin Elisabeth I. Von England, Heerschau haltend angesichts der spanischen Armada (in der Stiftung Maximilianeum in München)
- Die Girondisten (unbekannter Verbleib)

## Literatur

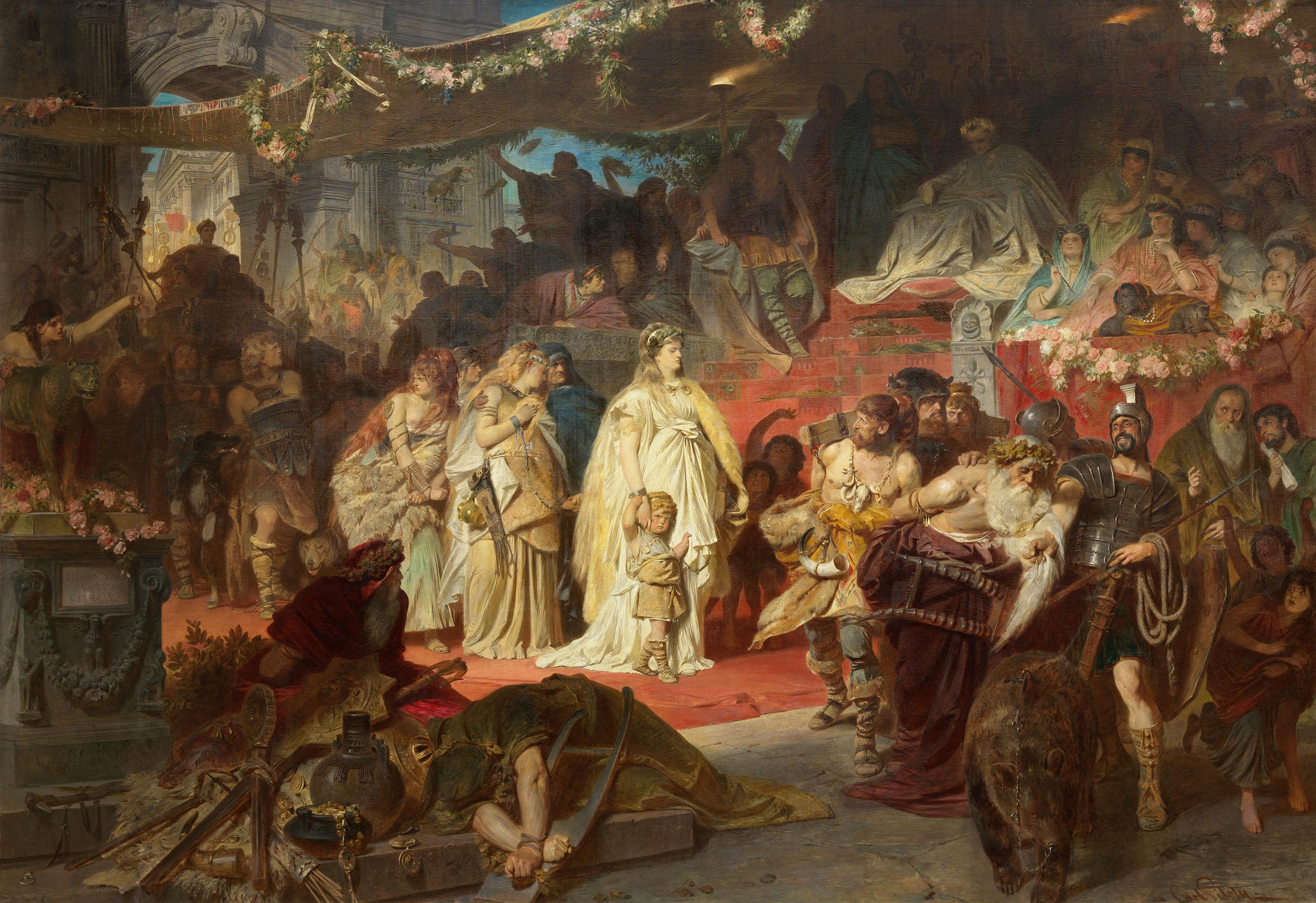
Thusnelda im Triumphzug des Germanicus (1873)